# 竹村延和
竹村 延和（たけむら のぶかず、 1968年8月26日 - ）は、日本のテクノ/エレクトロニカ・ミュージシャン、環境音楽、ミニマル・ミュージック等の作曲家、DJ、美術家、映像作家。「Child's View」、「Assembler」、「Moonlit」とクレジットされることもある。竹村 ノブカズとも書く。

## 略歴
大阪府枚方市出身。オーディオ・スポーツ、スピリチュアル・ヴァイブスでの中心的な活動を経て、1994年、ソロ・アルバム『Child's View』をリリース。その後ワーナーと契約し、1997年に『こどもと魔法』をリリース。このアルバムを境に音色が生楽器中心から電子音中心に、作品の内容もよりパーソナルなものへと深化し、以降「子供」という言葉で表される無垢なものへの憧憬をテーマとして作曲活動を続ける。なお、『こどもと魔法』をリリースした後に、ワーナーとの契約を解消した。
1998年、自身でレーベルチャイルディスク（Childisc）を創設し、アキツユコや西山豊乃、谷村コオタ、スッパマイクロパンチョップなど若手アーティストの発掘・育成にも尽力。1999年には三宅一生のファッションショーの音楽を担当した。また、キリンジ、スティーヴ・ライヒやトータスらのリミックスでも評価が高い。テレビ番組やCMなどの作曲もこなし、ソニーのロボット犬アイボの感情表現時の鳴き声の「作曲」も担当した。
2002年、映像作家である若野桂との共作『Sign』がシカゴ近代美術館(MCA)の アート・フェスティバルでエントリー上映されたのを皮切りに世界各地で話題となる。近年ではプロモーション・ビデオにおいてクレイアートを手掛けたり、インスタレーションを催すなど、音楽以外に活躍の場を広げている。
商業主義に陥りがちで東京に一極集中している日本の音楽界を批判し、そのアンチテーゼとして京都を選択し、活動の拠点としていたが、2008年にドイツへ移住。
2014年、ソロとしては12年ぶりとなるアルバム『Zeitraum』をリリース。映像作品やアニメーション、インスタレーション用に制作されたサウンドが収録されている。

## ディスコグラフィー
- Child's View（1994年）
- Child's View Remix（1995年）
- こどもと魔法（Child and Magic、1997年）
- ミラノ（Milano、イッセイ・ミヤケ1999年春夏ミラノ・コレクションサウンドトラック、1999年）
- Scope（1999年）
- フィナーレ（Finale、イッセイ・ミヤケ2000年春夏ミラノ・コレクションサウンドトラック、1999年）
- Sign（2001年）
- ソングブック（Songbook、2002年）
- Animate（2002年）
- 10th（2002年）
- kobito no kuni Unreleased Tracks〜1999（2007年）
- Zeitraum（2014年）
- Einheit - Music for the exhibition（2015年）

Child's View名義
- 夜の遊園地（Funfair、1999年）
- Meteor（1999年）
- ほしのこえ（Hoshi no Koe、2000年）

Assembler名義
- Assembler（2002年）
- Assembler 2（2003年）

コラボレーション作品
- Changing Hands (スティーヴ・ジャンセン、リチャード・バルビエリとのコラボレーション、1997年)
- Turntables and Computers (大友良英とのコラボレーション、2003年)
- on Identification with the Enemy - A Key to the Underworld（イタリアのアヴァンギャルド・ミュージシャンZu（英語版）とのコラボレーション、2007年）
- East Facing Balcony（ツジコノリコとのコラボレーション、2012年）

リミックス作品
- The Sixth Sense (Nobukazu Takemura Remix) / United Future Organization（1997年）
- Thinking Of You (Nobukazu Takemura Mix) / BONNIE PINK（2001年）

他多数

## 映画音楽
- 謝肉祭
- GENIUS PARTY（「夢みるキカイ」）
- カラスの涙
- 深海の虹

## テレビ音楽
- おしゃれ工房（NHK教育）

## CM音楽
- LION「Free&Free」